# Bulbul de Toro
El bulbul de Toro (Phyllastrephus hypochloris) és una espècie d'ocell de la família dels picnonòtids (Pycnonotidae). Es troba a República Democràtica del Congo, Kenya, Sudan del Sud, Sudan, Tanzània i Uganda. Els seus hàbitats principals són els boscos tropicals i subtropicals de frondoses humits de les terres baixes, els matollars humits tropicals i subtropicals, les zones riberenques i les àrees forestals fortament degradades. El seu estat de conservació es considera de risc mínim.